# Uxegney
Uxegney település Franciaországban, Vosges megyében. Lakosainak száma 2249 fő (2022. január 1.). Uxegney Domèvre-sur-Avière, Les Forges, Darnieulles, Fomerey, Golbey és Sanchey községekkel határos.

## Népesség
A település népessége az elmúlt években az alábbi módon változott:
| Lakosok száma | 2296 | 2291 | 2366 | 2294 | 2282 | 2296 | 2281 | 2265 | 2249 |
|               | 2013 | 2015 | 2016 | 2017 | 2018 | 2019 | 2020 | 2021 | 2022 |